# Jimmy Somerville
James William „Jimmy“ Somerville (* 22. června 1961 Glasgow) je skotský zpěvák, skladatel a zakladatel skupiny The Communards, jenž také působil ve formaci Bronski Beat. Při zpěvu využívá falzetu.

## Biografie
Aktivně se účastnil v antinacistické lize i v Labour Party Young Socialists. Byl to ideologický levicový příznivec. Otevřeně se hlásí k homosexuální orientaci. Zúčastňuje se různých akcí na podporu proti homofobii.
V roce 1983 spoluzaložil synthpopovou skupinu Bronski Beat, která již v minulosti měla několik hitů v britských hitparádách. Jejich největším hitem byla píseň Smalltown Boy, která dosáhla 1. příčky v americké, italské a nizozemské hitparádě.

## Diskografie

### Bronski Beat
- Smalltown Boy, London Records 1984, single
- Why?, London Records 1984, single
- It Ain't Necessarily So, London Records 1984, single
- The Age of Consent, Forbidden Fruit/London 1984, LP/CD
- I Feel Love/Love To Love You Baby/Johnny Remember Me, London Records/Metronome 1985, single
- Hundreds And Thousands, Forbidden Fruit/London 1985, LP/CD
- EP Sampler, Old Gold Records Ltd. 1993, LP
- The Essentials, Rhino Records 2002, CD

### The Communards
- You Are My World, London Records 1985, single
- Disenchanted, London Records 1986, single
- Don't Leave Me This Way, London Records 1986, single
- So Cold The Night, London Records 1986, single
- Communards, London Records 1986, LP/CD
- Live In Italy, London Records 1986, LP
- You Are My World '87, London Records 1987, single
- Tomorrow, London Records 1987, single
- Never Can Say Goodbye, London Records 1987, single
- For A Friend, London Records 1987, single
- Red, London Records 1987, LP/CD
- There's More To Love, London Records 1988, single
- Storm Paris, London Records 1988, 3x12" set
- Heaven, London Records 1993, CD